# 刺槍術
刺槍術（英語：bayonet drill），指步槍安裝刺刀後與敵人格鬥的技術，屬於白刃戰的一種。世界各國因歷史因素、或使用的步槍不同，著重的重點各有相異，如美軍重視衝擊的力量與速度、日軍重視踏步（改變重心）、中華民國國軍重視防禦與刺擊等，不一而足。

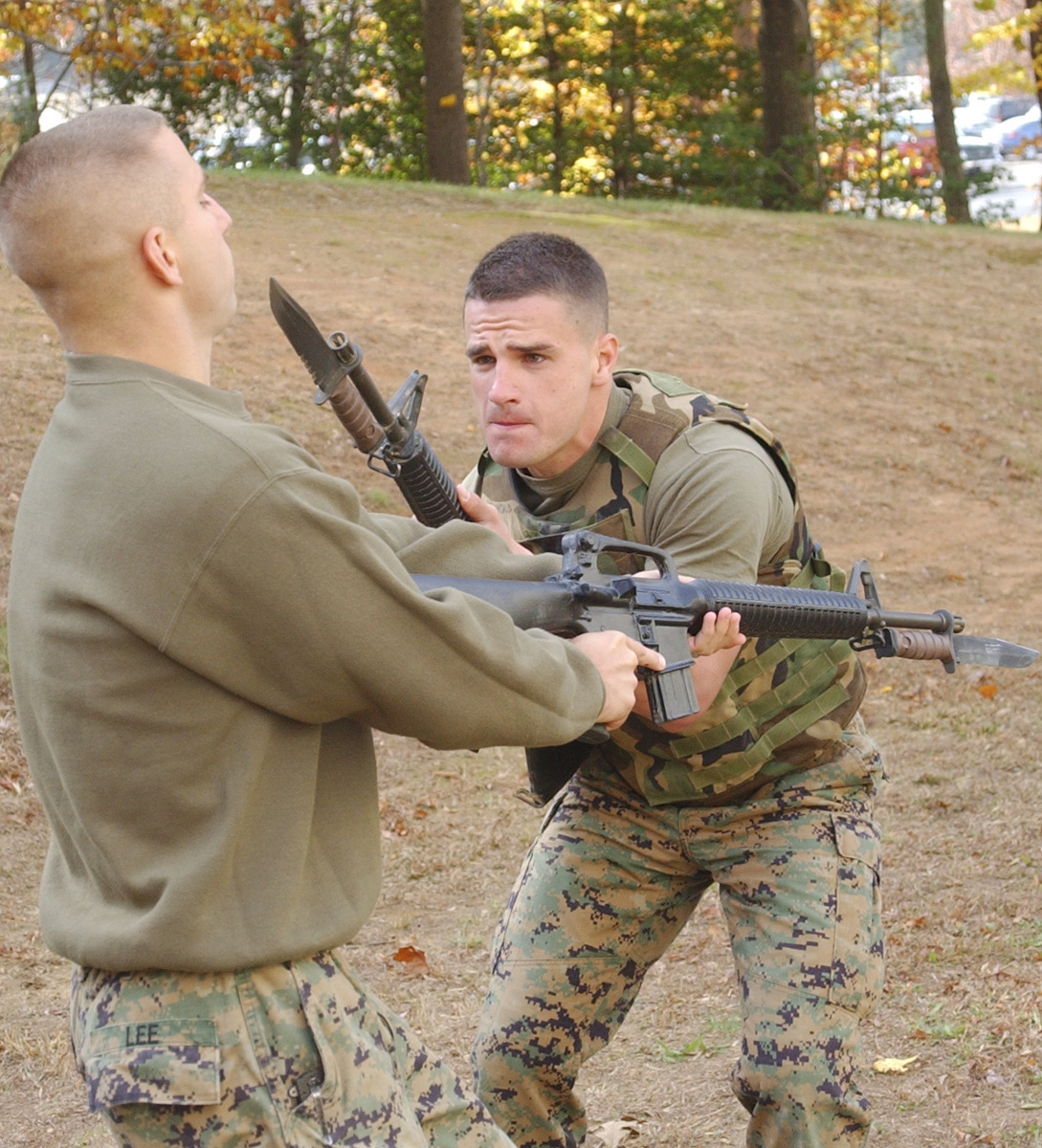
美國海軍陸戰隊士兵練習刺槍術

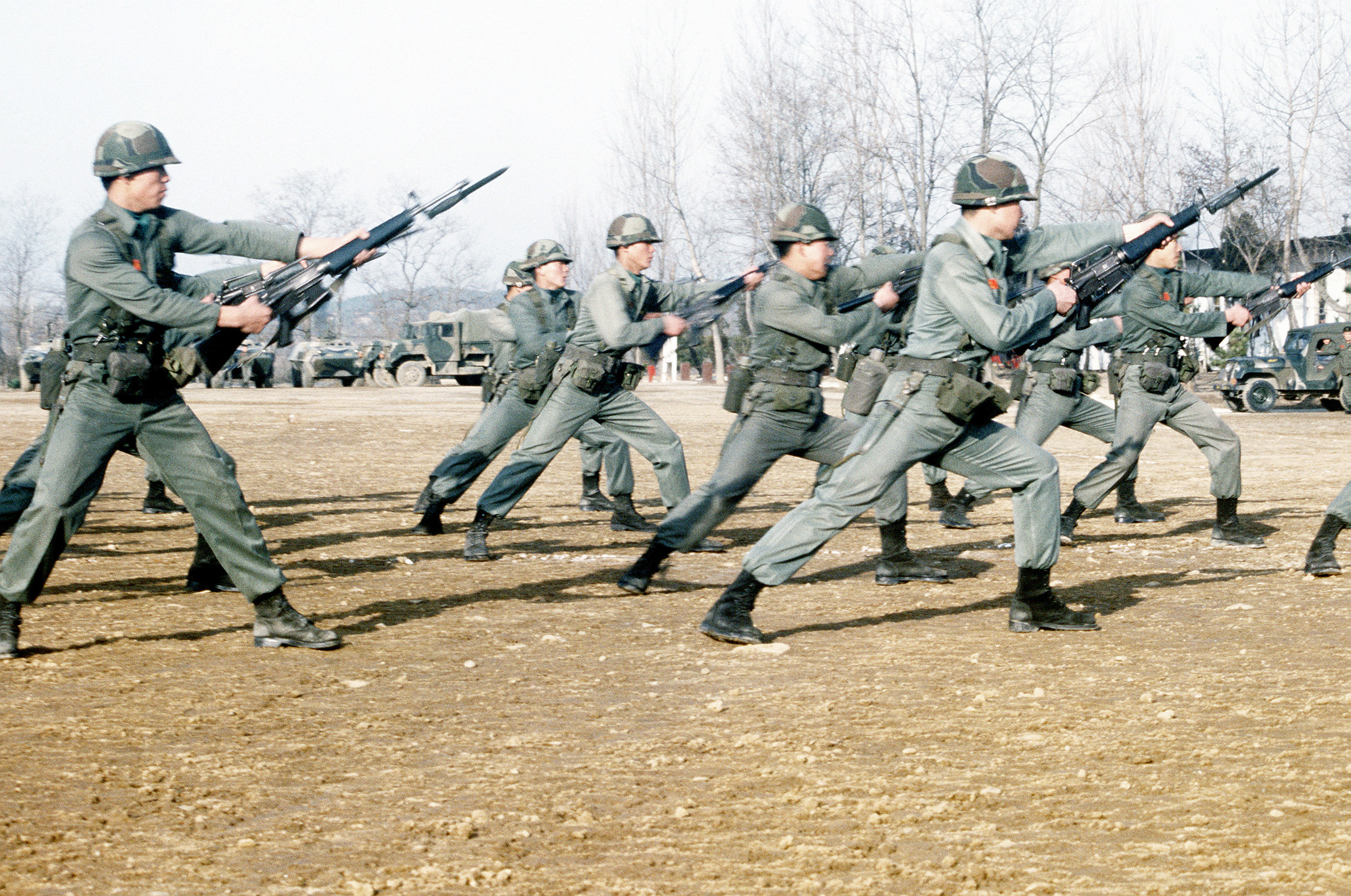
1983年韓國海軍陸戰隊刺槍術訓練

## 起源
刺槍術的起源可追溯至冷兵器時代末期與熱兵器時代初期，當時發明了火繩槍，但火繩槍有裝填彈藥時間長（單人需時2分鐘以上）、槍管容易過熱的缺點；雖然搭配了長矛兵佐以配合攻擊，但一到近戰時，火槍兵便無用武之地。因刀或劍只有軍官才能佩帶，於是發展出了將步槍當作棍棒攻擊的方式；又在其後延伸出了在步槍上綁上短刃，使步槍兵在近戰時可作為短矛兵的變通法。

## 刺槍術應用於戰爭

### 卡洛登戰役
第一次在戰場上使用刺槍術，是1746年的卡洛登戰役（Battle of Culloden）。1746年4月16日，當時英國軍隊奉命討伐蘇格蘭境内詹姆斯黨叛亂。英軍坎伯蘭公爵想出了在叛軍衝鋒時，第一排士兵槍口右轉30度開槍、同時刀向前刺的戰法，使得叛軍大敗。戰事在40分鐘左右就結束，英軍8,000人只有50人陣亡、259人受傷，而叛軍7,000人中有不低於1,500人陣亡。

### 刺刀角陣
在1815年的滑鐵盧戰役中，英軍第28步槍兵營發展出以二到三人利用刺刀結成角陣守護陣地，以抵禦法軍的騎兵衝鋒，此時歐洲各國便紛紛研究將刺刀結合步槍可攻可守的步兵近戰技巧了。

### 刺槍術系統化
1836年，瑞典人佩尔·亨里克·林格提出了一套理論，他認為刺槍術可融合入軍人體育中，且突刺（直接刺入敵人身體深處）遠比當時流行的砍劈攻擊來的傷害大，並對槍枝本身的損害最小，此說被大量採用，後來此說被稱為「刺槍術操典」，再編輯成「軍用體操刺槍術教範」。

### 英日拼刺
在刺槍術發展的道路上，英國與日本是主要的擁護者。19世紀末，日本陸軍當時已廢除了援用多年的法國式刺槍術，結合日本舊有的槍術，發展出了「銃劍術」(日語：銃剣術，詳見日本槍術)，而英國採用義大利人費迪南多-馬塞洛（Ferdinando Masiello）所設計的「佛羅倫斯系統」(Florentine system，1887年發表)。馬塞洛是一個擊劍高手，且義大利在軍中刺槍術的發展比英國為早，在1874年已有軍官擊劍學院，馬塞洛在1890年被請到英國去指導英軍，之後英國陸軍便採用此注重實用性的系統；1904年，英日兩國軍官在中國上海進行刺槍術團體賽時，日本軍官除了傳統刺槍，還加上大聲呼喝與踢的動作，結果英軍敗給日軍，從此干擾也被認為是刺槍術的一部分。

## 中華民國國軍刺槍術
1924年黃埔建軍以來，國民革命軍各部隊一直有刺槍術的訓練，初採德軍式，後改英軍式、日軍式；1949年國民政府播遷臺北以後，因各部隊習慣不同，各自使用各系刺槍術；1950年代日軍顧問團「白團」來臺後，各部隊多使用白團傳授的日本軍刺槍術準則，著名口號「氣刀體一致」即是日文 「氣劍體一致」所譯。
1965年，由陸軍作戰發展司令羅友倫敦聘兩位教官，郭慎（山西人，政工幹校第四期體育系，國術、柔道、角力宿老）與黃埔軍校權威刺槍教練張鏡宇（中國大陸時期陸軍官校劈剌法總教官）來研擬新的刺槍術。郭教官用美軍刺槍術，張教官用日軍刺槍術（白團刺槍術），兩人在司令部林口營區對戰三日，由羅友倫等四十二位將軍作為裁判。
對戰後，兩位教官與將軍們審定出「突刺採日式、托擊採美式、肉搏採中國武術的摔打擒拿」的準則，並由中華民國國防部頒布「新編制刺槍術」公佈，以日式刺槍術為主，美式刺槍術為輔（托擊在教習中比重不高），「摔打擒拿」因有危險性，特種部隊或單位才教。至此國軍的刺槍術才完全定型。

## 美軍刺槍術

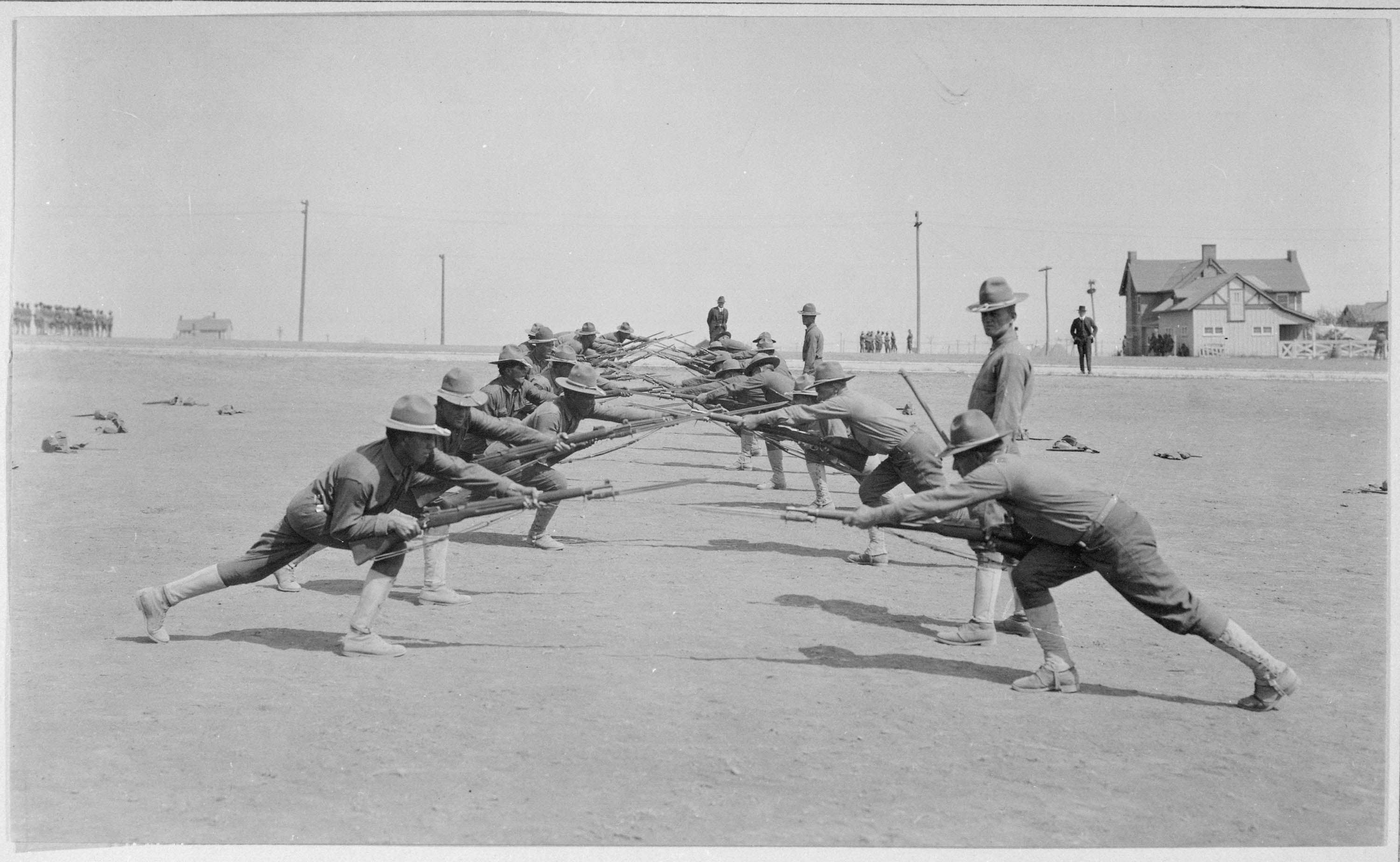
1918年，在德州Bowie營的刺槍術訓練。

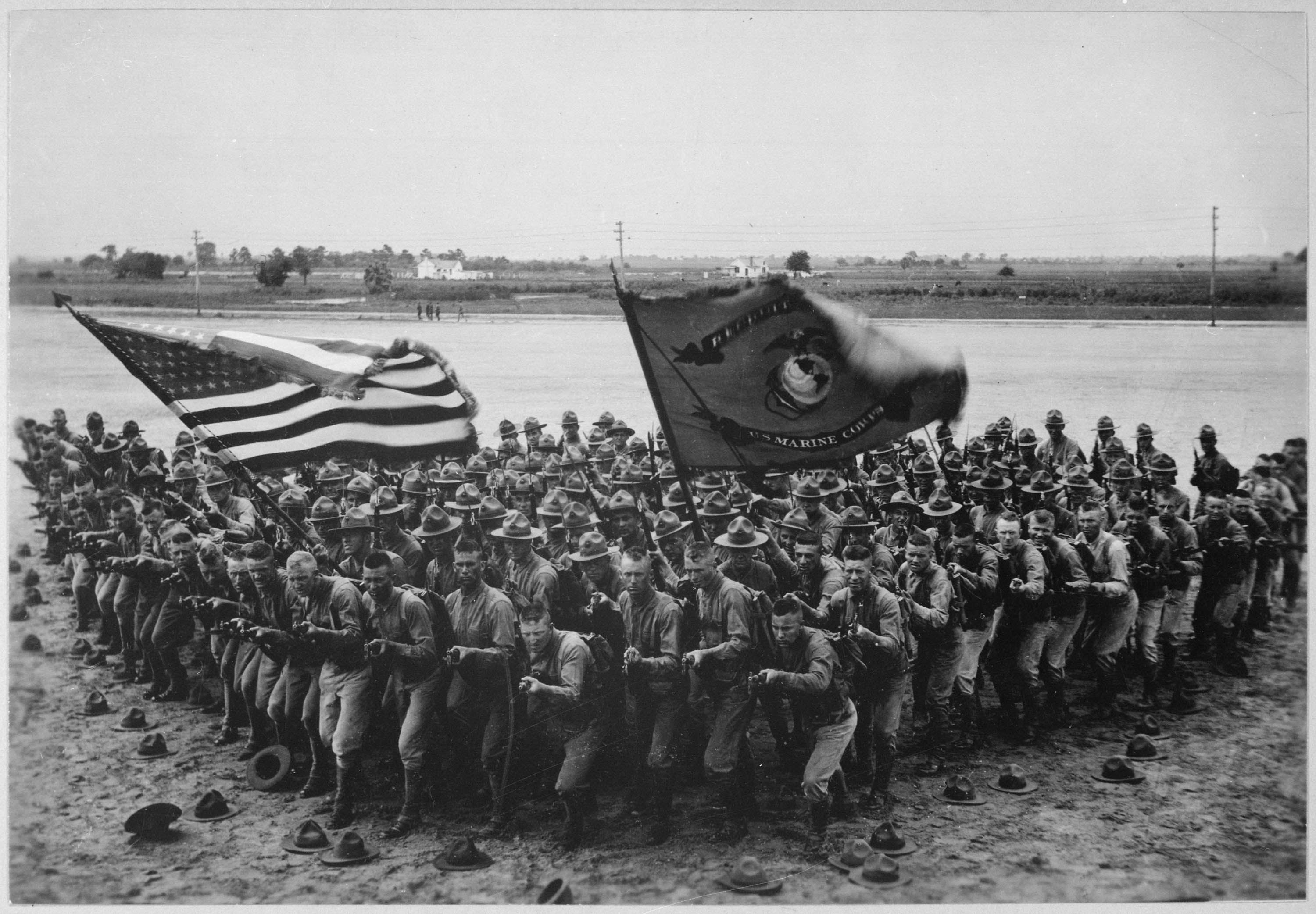
美國海軍陸戰隊1918年的招募照片，顯示結成角陣防禦。

美軍由於傳統以來的軍力，雖然也很早有運用刺刀的記載，但傷敵的數字佔整體戰鬥的比率很低，所以對刺槍術並不熱衷。直到1917年美國宣佈參戰時，發現戰事形成了塹壕戰，於是搭配其他塹壕戰使用的武器的刺槍術在近戰時就顯得相當重要，因為在防守時，刺刀可與其他步兵武器交互攻擊，成為包含美軍在內各軍的標準配備，第一次世界大戰也是美軍運用刺槍術聯防或傷敵次數最多的時期，此時美軍的刺槍術大多承襲於英軍系統。
第二次世界大戰時，美軍挾大量坦克與火砲進行優勢攻擊，刺槍術的地位便快速下降，只剩下中國軍隊與日軍有大量使用刺槍術拼戰的記載；1970年代，美國陸軍還曾取消「刺刀訓練」科目；但在越戰時，越共在武器與裝備遠遠不及美軍的劣勢下，利用地形地物與美軍作戰，使得美軍又恢復了刺槍術的訓練。

## 中國人民解放軍刺槍術
稱為「刺殺操」，刺殺是指運用槍刺、槍托、彈匣等部位，採「刺、防、打、撞、劈」等手段以求殲滅敵人。格鬥術範圍廣泛，刺槍術僅為其中一環，共分為二段十六式三十二招，各動作有上下連貫性，招式變化也較多樣，有武術底子者學習較易。